# NGC 1401
NGC 1401 ist eine linsenförmige Galaxie vom Hubble-Typ SB0 im Sternbild Eridanus am Südsternhimmel. Sie ist schätzungsweise 63 Millionen Lichtjahre von der Milchstraße entfernt und hat einen Durchmesser von etwa 45.000 Lichtjahren. Die Galaxie ist Mitglied des Eridanus-Galaxienhaufens. 

Im selben Himmelsareal befinden sich u. a. die Galaxien NGC 1395, NGC 1403, NGC 1415 und NGC 1416.
Das Objekt wurde von dem deutsch-britischen Astronomen William Herschel am 9. Dezember 1784 mithilfe eines 18,7-Zoll-Teleskops entdeckt.